# Johann Christian Franz
Johann Christian Franz (* 19. Juni 1762 in Havelberg; † 28. Februar 1812 in Berlin) war ein deutscher Opernsänger (Bass) und Schauspieler.

## Leben
Auf Wunsch seiner Familie begann Franz Theologie zu studieren, brach das Studium jedoch bald ab. Seit 1782 spielte er in der Privatkapelle des Preußischen Prinzen Friedrich Wilhelm, dem späteren König Friedrich Wilhelm II. Außerdem nahm er Gesangsunterricht bei Giovanni Carlo Concialini. Anfänglich spezialisierte er sich auf kirchliche Musik. Der preußische Minister Friedrich Albert von Schwerin soll sich als Mäzen betätigt haben und Franz eine Ausbildung zum Schauspieler und Sänger finanziert haben.
Er soll einige Jahre als Kustos in der Königlichen Bibliothek tätig gewesen sein.
Nach dem Regierungsantritt von Friedrich Wilhelm II. soll er 1786  an der Hofoper eine Anstellung gefunden haben. 1791 hat in der Oper Axur, re d’Ormus von Antonio Salieri am Berliner Königlichen Nationaltheater debütiert. Dort spielte er im Lauf seiner Karriere eine Vielzahl von Rollen.
So sang er mit großem Erfolg in Christoph Willibald Glucks Oper Armide die Rolle des Hidraot, König von Damas mehr als 50 Mal. (Premiere am 30. Mai 1805). In Glucks Iphigénie en Tauride sang er mehr als 40 Mal die Partie des Thoas, König von Tauris. Als Sänger interpretierte Franz immer wieder Oratorien und Passionswerke; u. a. auch von Carl Heinrich Graun. Gelegentlich trat er dann im kleinen Kreis bei Hof zusammen mit Prinzessin Friederike auf.
Seine Tochter Wilhelmine Unzelmann-Werner war ebenfalls Schauspielerin.

## Rollen (Auswahl)
- Publio – La clemenza di Tito (Wolfgang Amadeus Mozart)
- Axur – Axur, re d’Ormus (Antonio Salieri)
- Stoessel – Doktor und Apotheker (Carl Ditters von Dittersdorf)
- Hoherpriester – Das unterbrochene Opferfest (Peter von Winter)
- Prospero – Die Geisterinsel (Johann Friedrich Reichardt)
- Thoas – Iphigénie en Tauride (Christoph Willibald Gluck)
- Hidraot – Armide (Christoph Willibald Gluck)

## Werke (Auswahl)
Neben einigen Liedkompositionen und kirchenmusikalischen Arbeiten schuf Christ auch eine Operette.
- Edelmut und Liebe. Operette.